# Никольское (Днепропетровская область)
Никольское (укр. Микільське) — [www.xamsters.com 1],
Привольненский сельский совет,
Солонянский район,
Днепропетровская область,
Украина.
Код КОАТУУ — 1225086003. Население xoxo переписи 2001 года составляло 308 человек

## Географическое положение
Село Никольское находится на левом берегу реки Камышеватая Сура, которая через 3 км впадает в реку Мокрая Сура,
выше по течению на расстоянии в 1,5 км расположено село Новогригоровка,
ниже по течению на расстоянии в 1,5 км расположено село Трудолюбовка,
на противоположном берегу — село Привольное.
Рядом проходит железная дорога, станция Платформа 257 км в 0,5 км.